# Лимановский повет
Лимановский повет (пол. Powiat limanowski) — повет (район) в Польше, входит как административная единица в Малопольское воеводство. Центр повета — город Лиманова. Занимает площадь 951,96 км². Население — 121 153 человека (на 2005 год).
Состав повета:
- города: Лиманова, Мшана-Дольна
- городские гмины: Лиманова, Мшана-Дольна
- сельские гмины: Гмина Добра, Гмина Йодловник, Гмина Каменица, Гмина Ляскова, Гмина Лиманова, Гмина Луковица, Гмина Мшана-Дольна, Гмина Недзведзь, Гмина Слопнице, Гмина Тымбарк

## Демография
Население повета дано на 2005 год.
| Перепись            | Всего   | Всего | Женщины | Женщины | Мужчины | Мужчины |
| ------------------- | ------- | ----- | ------- | ------- | ------- | ------- |
|                     | чел.    | %     | чел.    | %       | чел.    | %       |
| Всего               | 121 153 | 100   | 60 540  | 50      | 60 613  | 50      |
| Городское население | 22 067  | 100   | 11 390  | 51,6    | 10 677  | 48,4    |
| Сельское население  | 99 086  | 100   | 49 150  | 49,6    | 49 936  | 50,4    |